# Kanton Sissonne
Kanton Sissonne (fr. Canton de Sissonne) byl francouzský kanton v departementu Aisne v regionu Pikardie. Tvořilo ho 20 obcí. Zrušen byl po reformě kantonů 2014.

## Obce kantonu
- Boncourt
- Bucy-lès-Pierrepont
- Chivres-en-Laonnois
- Coucy-lès-Eppes
- Courtrizy-et-Fussigny
- Ébouleau
- Gizy
- Goudelancourt-lès-Pierrepont
- Lappion
- Liesse-Notre-Dame
- Mâchecourt
- Marchais
- Mauregny-en-Haye
- Missy-lès-Pierrepont
- Montaigu
- Nizy-le-Comte
- Sainte-Preuve
- Saint-Erme-Outre-et-Ramecourt
- La Selve
- Sissonne